# 上阿默高
上阿默高是德国巴伐利亚州的一个市镇，傍依安珀河（Amper）流經的谷地。小鎮以每隔十年演出大型耶穌受難劇（Passion Play）而聞名。當地民居建築的外墻彩色裝飾壁畫，亦為著名的景觀。

## 「上阿默高耶穌受難劇」的起源
中世紀三十年戰爭期間，俗稱黑死病的瘟疫席捲整個歐洲，篤信天主教的上阿默高村莊居民也因感染而多人死亡。1633年，地方領袖們聚會禱告祈求神保佑他們免受瘟疫的威脅，並允諾此後會每隔十年演出耶穌受難劇以示感恩。後來疫情漸漸平息，小鎮居民皆安然避過瘟疫的摧殘。次年以描寫耶穌受難前後事績為題材的宗教劇便如約上演，首次參加演出的村民約有60人。自1634年受難劇首演以來，每隔十年就上演一次，因此不但成為具有地方特色的宗教傳統，也是吸引外地遊客的著名文化觀光節目。
1930年，阿道夫·希特勒（Adolf Hitler）親自前往觀賞，1934年已成為納粹首領的希特勒利用該劇發表仇恨犹太人的談話，並進行瘋狂的反猶太主義宣傳活動，留下了備受爭議與關注的種族歧視話題。
2010年，「上阿默高耶穌受難劇」（德文：Oberammergauer Passionsspiele）再次輪次上演。這部大型宗教舞台劇，全劇共分十一幕。自5月15日起至10月13日期間，共計劃演出102場，演出時間從下午14.30 至晚上22.30 。全責導演為施蒂克爾（Christian Stückl），他亦是慕尼黑著名的人民劇院（Volkstheater）的導演。今年共有2000多位村民參加演出，依規定所有演員必需符合「該地出生、或居住長達二十年的居民」，才有資格成為演員。為求效果逼真，飾演耶穌等主要演員尚須遵守蓄髮蓄鬚一年的約定。下一次的演出預計是2020年。 

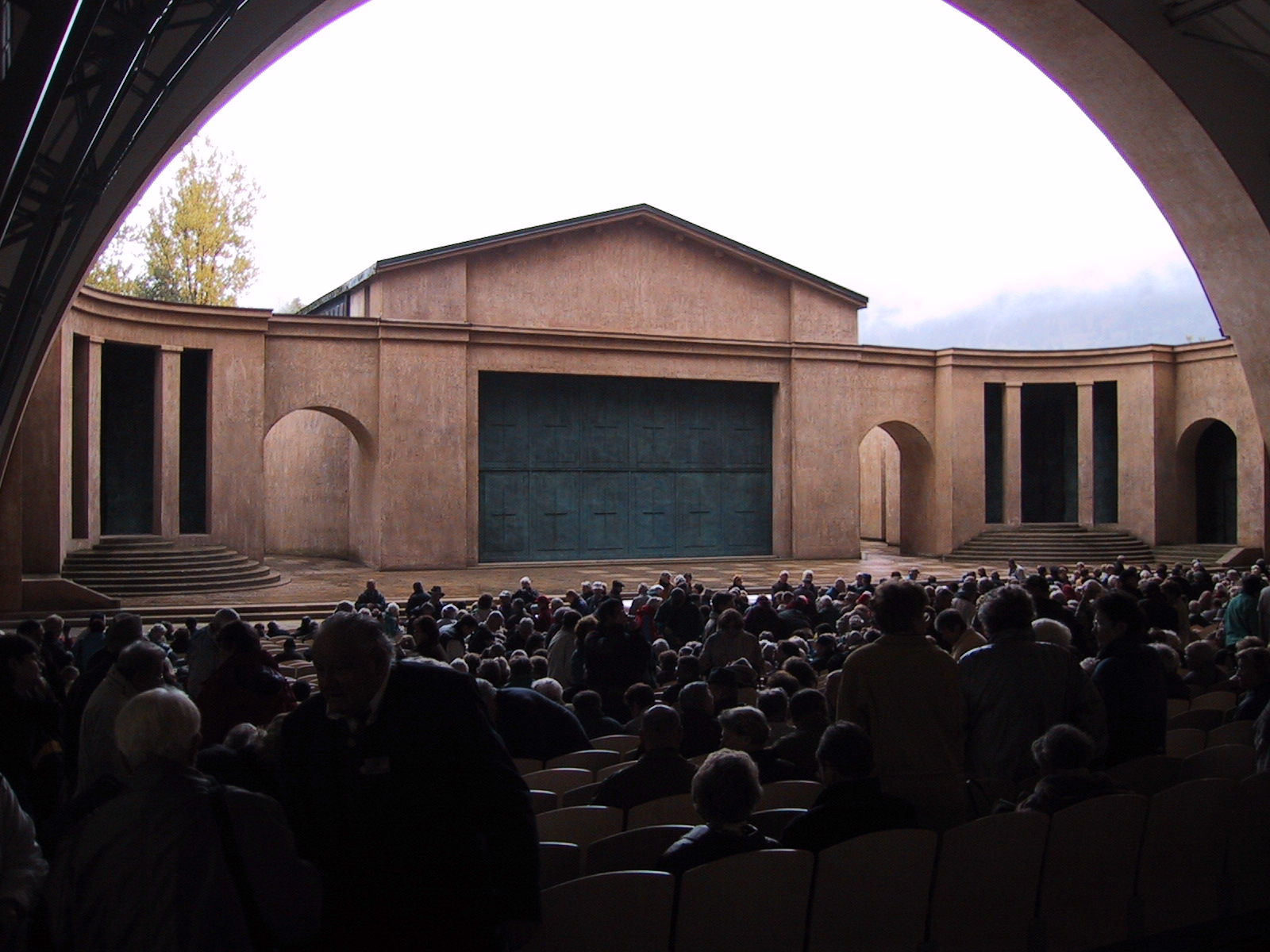
可容納4700名觀眾的受難劇院